# 斯洛比德卡 (涅米羅夫區)
48°54′0″N 29°3′52″E / 48.90000°N 29.06444°E
斯洛比德卡（烏克蘭語：Слобідка），是烏克蘭西南部的村莊，隸屬文尼察州的文尼察區。該村面積0.46平方公里，海拔高度195米，2001年人口57，人口密度每平方公里122.84人。